# مطار بوجيسيرا الدولي
مطار بوجيسيرا الدولي هو مطار دولي قيد الإنشاء في رواندا. بدأ بناء المطار في أغسطس 2017 ومن المقرر افتتاح المرحلة الأولى بعد 5 سنوات والثانية في 2032.